# Ludlow (Illinois)
Ludlow – wieś w Stanach Zjednoczonych, w stanie Illinois, w hrabstwie Champaign.